# Ahuehuetzingo
Ahuehuetzingo es una localidad del estado mexicano de Morelos. Es parte del municipio de Puente de Ixtla.

## Toponimia
El nombre «Ahuehuetzingo» proviene de los términos en náhuatl: ahuehuetl, ahuehuete; tzin, diminutivo; co, locativo. Su significado es «Lugar de los pequeños ahuehuetes».

## Demografía
| Gráfica de evolución demográfica |
|                                  |

| Censo | Población |
| ----- | --------- |
| 1900  | 478       |
| 1910  | 551       |
| 1921  | 178       |
| 1930  | 264       |
| 1940  | 345       |
| 1950  | 409       |
| 1960  | 532       |
| 1970  | 653       |
| 1980  | 745       |
| 1990  | 1000      |
| 2000  | 1134      |
| 2010  | 1388      |
| 2020  | 1675      |